# Sioux Rapids, Iowa
Sioux Rapids là một thành phố thuộc quận Buena Vista, tiểu bang Iowa, Hoa Kỳ. Năm 2010, dân số của thành phố này là 775 người.

## Dân số
Dân số qua các năm:
- Năm 2000: 720 người.
- Năm 2010: 775 người.